# Dextra Sistemas
A Dextra Sistemas é uma empresa brasileira de TI fundada em 1995 por ex-alunos da Unicamp.

## História
A Dextra Sistemas foi fundada em 1995 por 3 ex-alunos da Universidade Estadual de Campinas (Unicamp), na cidade de Campinas.
O nome Dextra vem do latim, que significa "direita". A mão direita, a destra, hábil, sinal de amizade e proteção, aliança e confiança.
Em meados de 2008 a empresa tornou-se integrante do Actminds - consórcio brasileiro de exportação de software formado por empresas de TI da região de Campinas, passando a oferecer seus serviços de Desenvolvimento de software para o exterior.
No início de 2009, a Dextra conquista a certificação MPS.Br nível "F".
Em Junho de 2009, a unidade de Treinamentos da Dextra firma uma parceria com a Sun Microsystems e passa ser a única empresa do interior de São Paulo a oferecer cursos e certificações oficiais Java.
Em Julho de 2009 a empresa entra no ranking das melhores empresas de TI e Telecom do Brasil para se trabalhar. Pesquisa realizada pelo instituto Great Place to Work em parceria com a revista Computerworld.
No dia 26 de julho de 2010 a empresa mudou sua matriz para o Pólis de Tecnologia de Campinas, um dos maiores e mais importantes centros tecnológico do país.
No final de julho de 2010 a Dextra Sistemas foi eleita, pelo segundo ano consecutivo, como uma das melhores empresas de TI do Brasil para trabalhar. A empresa alcançou a 34ª colocação num total de 200 empresas inscritas no processo. A Pesquisa é realizada pelo instituto Great Place to Work em parceria com a revista Computerworld.
Em 2011 a empresa foi eleita, pelo terceiro ano consecutivo, como uma das melhores empresas de TI do Brasil para trabalhar. A Dextra subiu 22 posições em relação à colocação do ano passado, ficando em 12º lugar, e conquistou também o prêmio de Melhor Empresa para Trabalhar nas práticas Inspirar, Falar e Escutar. Além desses prêmios, a Dextra foi eleita a 2ª melhor empresa para trabalhar em Campinas e Região.
Em  2013, os negócios digitais começam a tomar espaço no mercado, criando novos diferenciais competitivos. Com sua experiência em projetos inovadores, a Dextra cria um framework para apoiar os clientes na sua Jornada Digital.
A Dextra atinge 1 milhão de horas de desenvolvimento em projetos ágeis em 2015. E no mesmo ano, a grande demanda por Agility e Digital Transformation nos EUA abrem oportunidades para internacionalização e a Dextra abre sua subsidiária nos Estados Unidos, Silicon Valley.
A partir de 2017, o mercado passa a investir em Transformação Digital e a Dextra cria uma metodologia para auxiliar as empresas na Aceleração Digital.
Em 2018, com +280 funcionários, A Dextra atinge 2 milhões de horas de desenvolvimento de projetos ágeis.
A Dextra anuncia a venda integral da empresa para a Mutant. A partir de agosto de 2018 ela passa a atuar como uma Business Unit, fortalecendo o portfólio de serviços de Customer Experience da Mutant. 
Em 2020 Dextra e CINQ unem forças rumo ao crescimento, atingindo +1000 dextranos e dextranas.
Desde sua fundação, a Dextra vem aperfeiçoando os programas internos de RH de acordo com o seu crescimento e sempre pautados na cultura da empresa. Para proporcionar um lugar de inovação e produtividade, a transparência entre as relações é o carro chefe.
Em 2021, a CI&T, multinacional brasileira,  com ampla atuação no exterior – especializada em transformação digital que gera impacto nos negócios de grandes marcas, como ABInbev, Ânima Educação, Grupo Boticário, Bradesco, Cielo, Coca-Cola, Itaú Unibanco, Johnson & Johnson, Nestlé, Porto Seguro, SulAmérica, Vivo, entre outras, adquire a Dextra. 
A CI&T traz escala sem diluir a personalidade da Dextra. Todo o sucesso Dextra será expandido em um novo capítulo, de forma exponencial e global, capaz de gerar um impacto de negócio rápido e relevante para clientes e potenciais clientes.

## Unidades

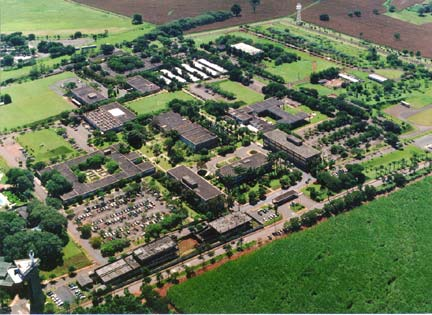
Vista aérea do Polis de Tecnologia de Campinas, onde fica a sede da Dextra Sistemas

- No Brasil
  - Campinas (São Paulo)